# Roquelaure
Roquelaure is een gemeente in het Franse departement Gers (regio Occitanie) en telt 503 inwoners (2004). De plaats maakt deel uit van het arrondissement Auch.

## Geografie
De oppervlakte van Roquelaure bedraagt 21,1 km², de bevolkingsdichtheid is 23,8 inwoners per km².

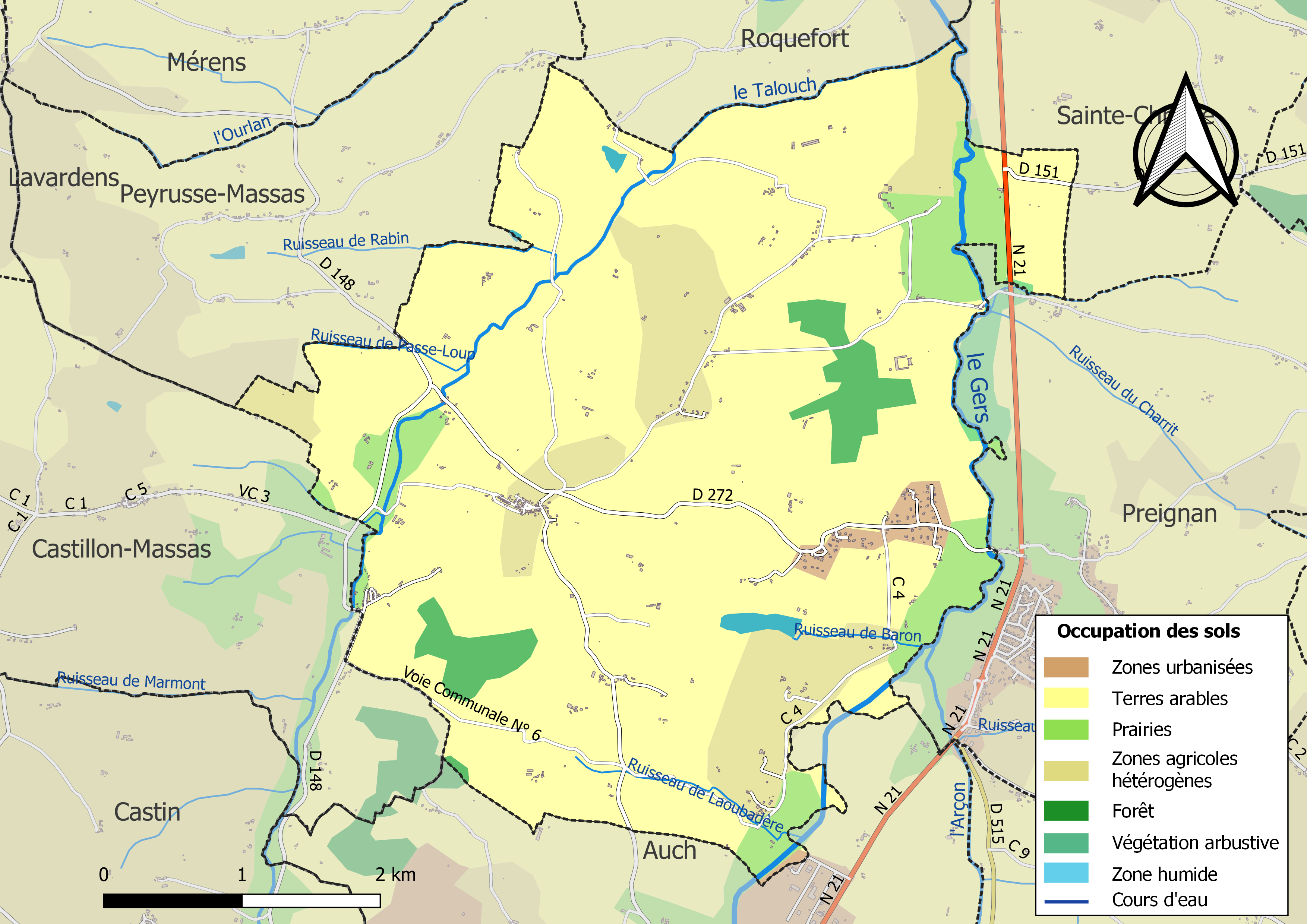
Kaart van de gemeente met belangrijkste infrastructuur, bodemgebruik en omliggende gemeenten

## Demografie
Onderstaande figuur toont het verloop van het inwonertal (bron: INSEE-tellingen).